# Nacka
Nacka ([ˈnâkːa] ( lyssna)), är den centrala bebyggelsen i Nacka kommun, Stockholms län. Nacka är kommunens centralort och utgör en del av tätorten Stockholm.
Omfattningen av Nacka är inte väldefinierad och avser i vissa sammanhang enbart den centrala bebyggelsen på Sicklaön kring Nacka kyrka och Nacka Forum. I andra sammanhang räknas hela bebyggelsen i den del av Nacka kommun som ligger inom tätorten Stockholm, vilken utgör all tätbebyggelse i kommundelen Sicklaön belägna på Sicklaön och några mindre områden söder därom.
Nacka ligger i Södermanlandsdelen av Nacka kommun, cirka fem kilometer sydost om centrala Stockholm. Invånarantalet var 2010, enligt den vidare definitionen, 33 057 av Nacka kommuns då drygt 90 000 invånare. 2022 passerade Nacka kommuns invånarantal 109 000 personer.

## Historia
Se även Nackas historia
Nacka avsåg ursprungligen området kring Nacka ström söder om Järlasjön och fick namnet efter den bergshöjd som ligger väster om ån (nacke = bergrygg). Efter bildandet av Nacka församling och Nacka landskommun 1888 samt byggandet av Nacka kyrka 1891 norr om Järlasjön mellan Järla och Sickla kom Nacka att beteckna bebyggelsen norr om Järlasjön.  

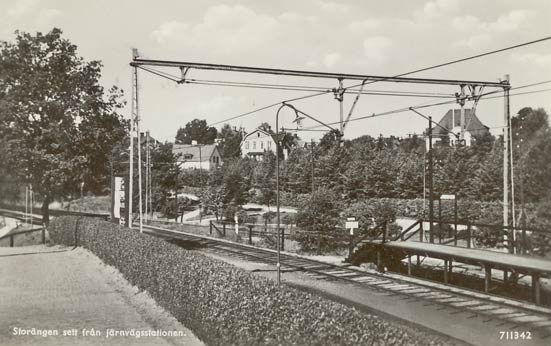
Saltsjöbanan vid Storängen.

En tätortsbildning hade dock påbörjats redan under 1870-talet med arbetarbebyggelse i anslutning till de fabriker då flyttade ut från Stockholms innerstad. När Saltsjöbanan öppnades 1893 kunde banans grundare Knut Wallenberg upplåta den mark som tidigare tillhört gårdarna Järla och Sickla till industrier, bland annat AB de Lavals Ångturbin (1896) och AB Diesels Motorfabrik (senare Atlas Copco) (1898). Där järnvägen drog fram växte snart villasamhällen fram, bland annat Storängen (1904) och Saltsjö-Duvnäs (1907). Längs Saltsjön vid inloppet till Stockholm byggdes under 1890-talet de stora kvarnindustrierna Saltsjöqvarn och Tre Kronor. På flera andra håll kom blandade kåk- och fabrikssamhällen att växa fram, de största vid Sickla och Järla. Näringslivet kom länge att ha en industriell prägel. Industrierna i Nacka har idag minskat betydligt i antal, numera är service- och tjänstesektorn den dominerande. Pendlingen till Stockholm är omfattande.

### Administrativa tillhörigheter
Nacka var belägen i Brännkyrka socken och Sicklaö socken och ingick från 1888 i den då bildade Nacka landskommun. Från 1949 var orten Nacka en del av Nacka stad som bildats av landskommunen. Stadskommunen uppgick 1971 i Nacka kommun, med Nacka som centralort.
I kyrkligt hänseende har Nacka från 20 november 1888 hört till Nacka församling.
Orten ingick till 1916 i Svartlösa tingslag därefter till 1930 i Svartlösa och Öknebo tingslag, därefter till 1959 i Södertörns domsagas tingslag och sedan till 1971 i Svartlösa domsagas tingslag. Från 1971 till 1977 ingick Nacka i Svartlösa domsaga och orten ingår sedan 1977 i Nacka domsaga.

## Bebyggelse

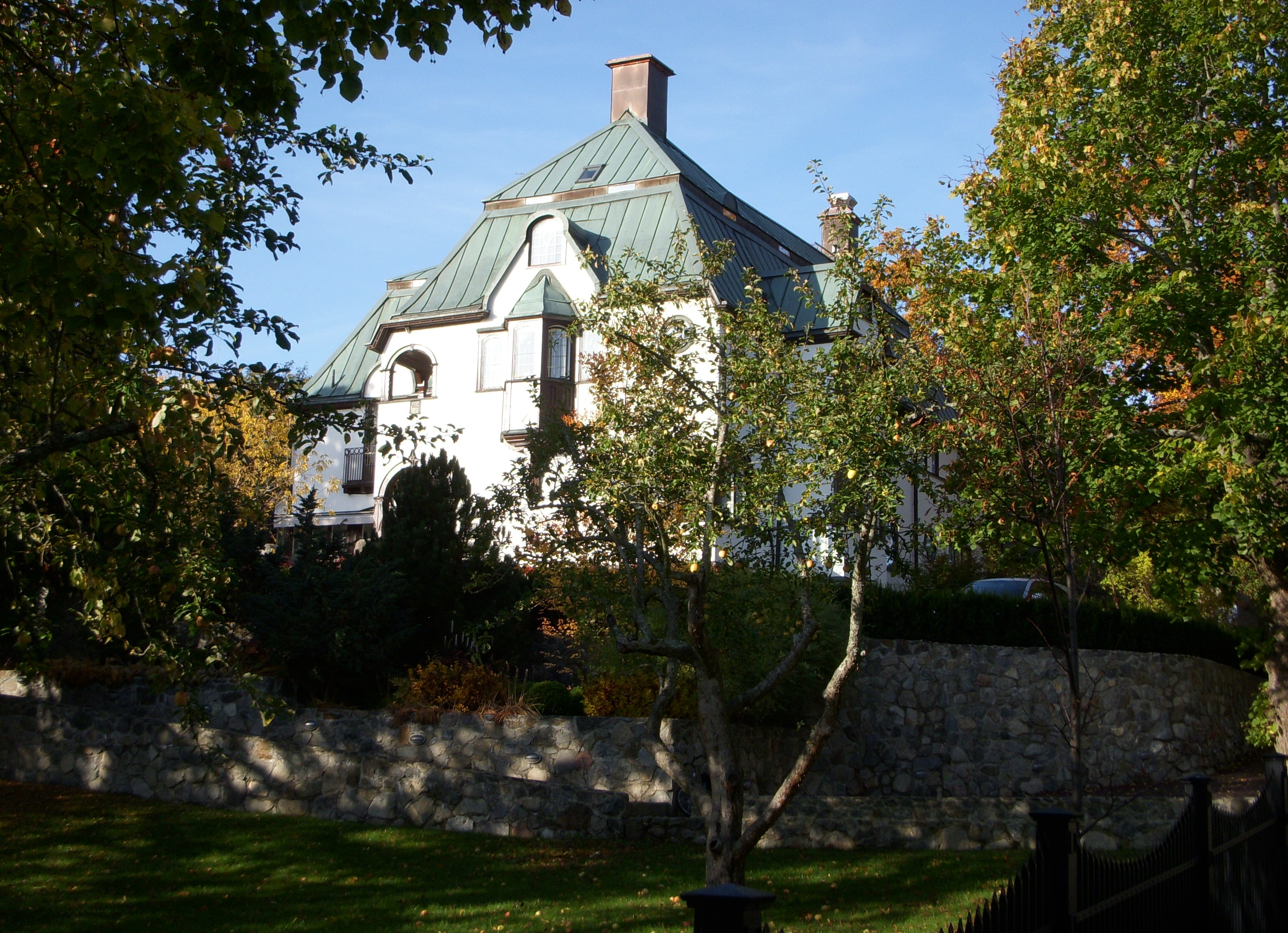
Villa Edberg i Storängen.

Bebyggelsen i Nacka kom länge att präglas av den blandning mellan villaområden och industrisamhällen som uppstod under senare delen av 1800-talet. Sedan mitten av 1900-talet har flerfamiljshus blivit ett mer påtagligt inslag i stadsbilden. Alphyddan och Finntorp tillkom båda under 1950-talet. Den senare var ursprungligen tänkt att bli Nackas kommersiella centrum, men dessa planer övergavs under 1980-talet. Köpcentrumet Nacka Forum öppnades 1989 och med den markeras nu ett kommuncentrum intill Värmdövägen. Nacka Forum började en ombyggnad för att 2008 vara ungefär dubbelt så stor som innan. Bostadsområdet Ekudden bebyggdes med höghus under 1960-talet.

### Birka
Birka är ett av Nackas äldsta villaområden och ligger bakom Nacka kyrka mellan Finntorp/Talliden och Nacka gymnasium. De första husen byggdes redan på 1880-talet. Området har även kallats Saltsjö-Järla, Järla och Järlaby.